# Метт Ґрейнінґ
Метт Ґре́йнінґ (англ. Matt Groening, повний варіант Matthew Abram Groening; нар. 15 лютого 1954, Портленд, Орегон, США) — творець, творчий консультант і продюсер культових мультсеріалів «Сімпсони» і «Футурама».
Про вимову його прізвища неодноразово сперечалися як в США, так і в інших країнах Широко поширена помилкова вимова Ґроунінґ, але сам мультиплікатор наполіг на тому, що його прізвище римується зі словом «complaining», що він згадав в одному зі своїх коміксів і в інтерв'ю журналу «Rolling Stone». У серіях «Сімпсонів», де він з'являється його прізвище зазвичай жартома вимовляється неправильно.

## Біографія

### Юність
Метт народився третім з п'яти дітей у сім'ї Гомера Ґрейнінґа, мультиплікатора, режисера, сценариста і працівника реклами, та колишньої вчительки Маргарет Ґрейнінґ.
Навчався в університеті Evergreen State College в містечку Олімпія штат Вашингтон, де й був головним редактором університетської газети «The Cooper Point Journal». Проявляв талант журналіста у її щотижневих випусках, а пізніше, почавши публікувати мінікомікси, — й ілюстратора. Там подружився з опісля знаменитою ілюстраторкою Ліндою Баррі (англ. Lynda Barry), коли дізнався, що вона відправила лист письменнику Джозефу Геллеру, одному з його улюблених авторів, — та одержала від нього відповідь.

### Початок кар'єри
Одержавши у 1977 році диплом коледжу на 23 році життя, переїхав у Лос-Анджелес з наміром займатися літературною роботою. Там працював водієм режисера, продавцем пластинок, кур'єром, журналістом — а у вільний час малював комікси, в котрих описував друзям своє життя в Лос-Анджелесі, яке звав «життя у пеклі». (Цю назву узяв він з розділу «Як потрапити в пекло» з книги німецького філософа Волтера Кауфманна «Критика релігії та філософії».) Персонажами коміксу стали кролики Бінки та Шеба, та дивні однакові чоловічки Акбар і Джеф.
Ґрейнінґ почав залюбки поширювати ксерокопії своїх коміксів у магазині пластинок, в якому тоді працював. У 1978 році один з його мінікоміксів видрукував авангардний журнал «Wet magazine», у 1980 році — газета «Los Angeles Reader». У 1982 році остання газета навіть довірила Метту вести «музичну» колонку про рок-н-рол у цій газеті — та тому, що він у колонці писав власне дитинство й життя, як також і висловлювався про все, чого терпіти не може і навіть про речі, які він бачив на вулиці, — урешті-решт його усунули як автора колонки.
Працюючи в «Los Angeles Reader», Ґрейнінґ познайомився й згодом одружився з Деборою Каплан (розлучилися в 1999), яка у 1984 році допомогла йому надрукувати успішну на ринку продажі книгу коміксів «Любов — це пекло». Незабаром після цього Метт і Дебори покинули газету і заснували фірму «Life in Hell Co.» для розповсюдження творів Ґрейнінґа.
З кінцем 1980-х років Ґрейнінґ створив ряд рекламних плакатів і ілюстрував рекламні брошури для корпорації Apple з персонажами «Життя у пеклі». Знаний він ще за цілий ряд збірок на подібні теми: «Життя в пеклі», «Школа — це пекло», «Робота — це пекло», «Дитинство — це пекло», «Велика книга пекла», «Величезна книга пекла» та інші.

### «Сімпсони»
У 1985 році продюсер Джеймс Брукс запропонував Ґрейнінґові зайнятися анімацією, а точніше, невеликими анімованими зарисовками для розважальної програми «Шоу Трейсі Ульман». Він передбачав, що для цієї мети використаються персонажі коміксів «Життя в пеклі», але боячись втрати авторських прав, Ґрейнінґ придумав щось нове — сімейку Сімпсонів.
Сім'я Сімпсонів живе за адресою: 742 Evergreen Terrace(укр. Вічнозелений бульвар, 742); виходить, що за такою адресою в дитинстві жив сам Метт. Персонажів Гомера і Мардж Ґрейнінґ назвав на честь своїх батьків. Дідусь Сімпсон Метт Грейнінг відмовився називати, залишив це сценаристам, але по випадковому збігу, він одержав ім'я Ейб, як і дід Метта
Ґрейнінґа. Крім того, синів Метта звуть Ейб і Гомер. Імена своїх сестер Ґрейнінґ також використовував для персонажів «Сімпсонів» Лізи, Меґґі та Патті.
19 квітня 1987 року «Сімпсони» вперше з'явилися на телеекрані — і завоювали неймовірну популярність, що призвело до створення півгодинних серій, які в телепрограмах уже багато років. А в додатку влітку 2007 року на кіноекрани вийшов повнометражний мультфільм про пригоди тієї ж веселої жовтої сімейки.
Сам Ґрейнінґ як анімований персонаж неодноразово з'являвся в серіях «Сімпсонів», а в серії «My Big Fat Geek Wedding» одержав роль зі словами.

### Решта робіт

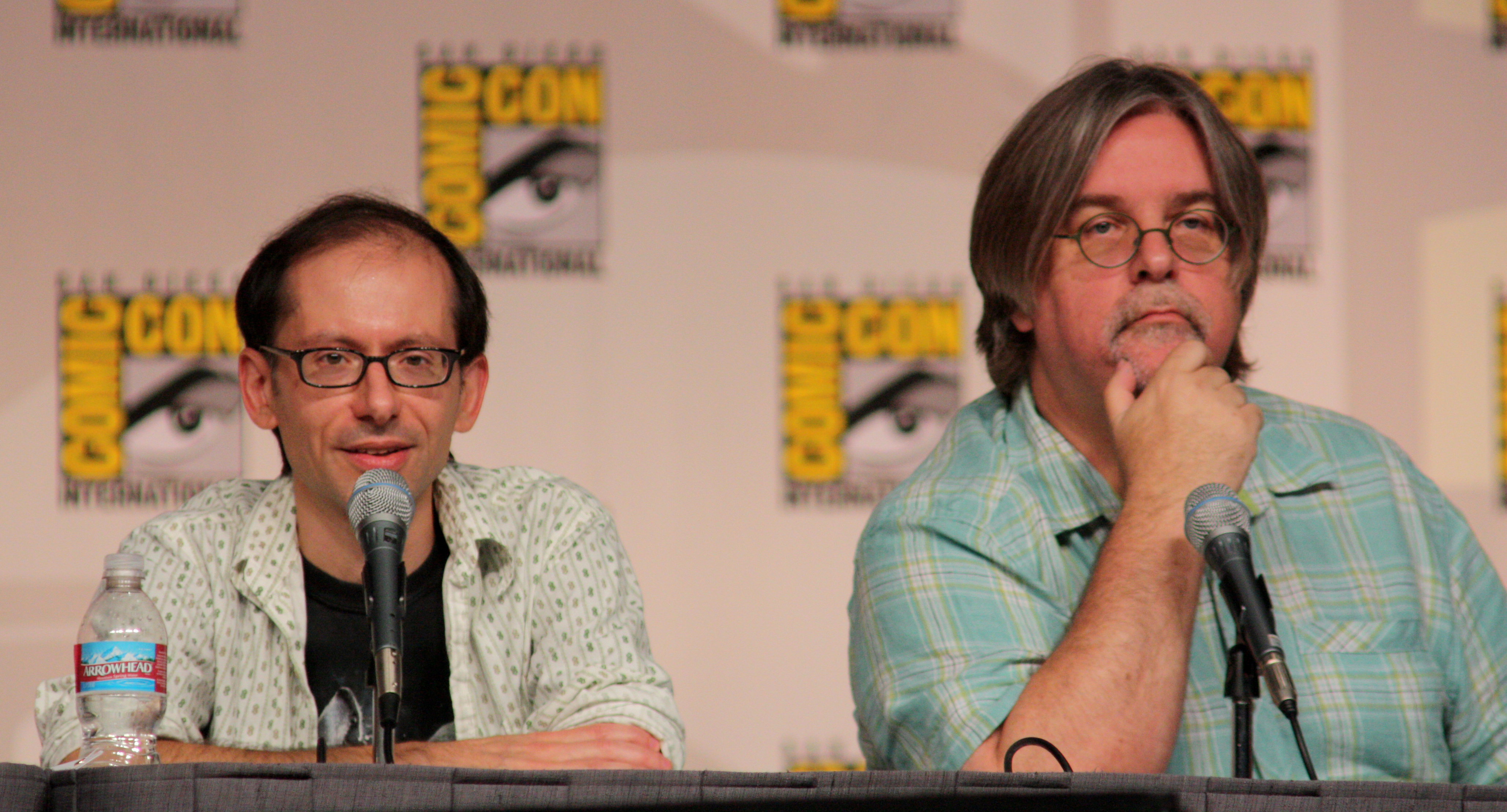
Девід Г. Коен і Метт Ґрейнінґ на стенді Футурами на щорічному міжнародному фестивалі «Comic-Con» в Сан-Дієго, 2009 р.

Серіал «Футурама» — відомий мультсеріал Метта Ґрейнінґа, який також привернув увагу нових прихильників. У 2002 році після п'яти відзнятих сезонів роботу над серіалом було припинено через високу вартість. Але у 2006 році почалася робота над новим сезоном «Футурами», який у 2008 році вийшов на телеекрани в США.
У 1994 Ґрейнінґ заснував «Bongo Comics Group» (названа так на честь Bongo, одного з другорядних персонажів «Життя пеклу»), компанію, що займається випуском і розповсюдженням різноманітних коміксів, зокрема за мотивами «Сімпсонів» і «Футурами».
Крім участі в створенні мультфільмів і коміксів, Ґрейнінґ займається музикою — разом з такими відомими американськими письменниками, як Стівен Кінг, Емі Тан та іншими він входить у рок-гурт «The Rock Bottom Remainders», в якій він грає на тронці (англ. cowbell).
У 2018 році вийшов 1 сезон мультсеріалу Ґрейнінґа «Розчарування».

## Цитати
|                 | Я усвідомлював, що мій матеріал не був дуже хорошим, але продовжував справу, незалежно від того, наскільки неумілим був малюнок. Кар'єра моїх талановитих друзів росла — а я відкладав свої роботи до кращих часів. Вони тепер — нудні старі лікарі і адвокати. Я, навпаки, дивую світ своїми творіннями. |
| — Метт Ґрейнінґ | |